# دراختاتسور

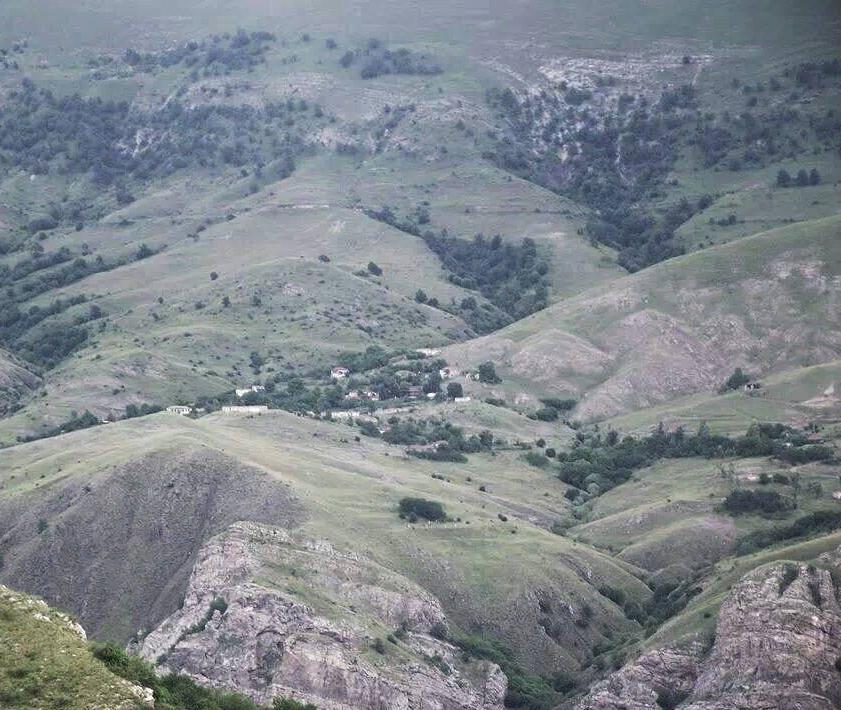
روستای قوشاسو، لاچین، آذربایجان

دراختاتسور (به ارمنی: Դրախտաձոր) یک منطقهٔ مسکونی در جمهوری آرتساخ است که در استان کاشاتاق واقع شده‌است. دراختاتسور ۱٬۸۹۱ متر بالاتر از سطح دریا واقع شده‌است.